# Joeri Pool
Joeri Pool (Zwolle, 22 februari 1993) is een Nederlands politicus voor de Partij voor de Vrijheid (PVV). Sinds 6 december 2023 is hij namens deze partij lid van de Tweede Kamer der Staten-Generaal. 
Tijdens de Tweede Kamerverkiezingen van 2023 stond hij op de 37e plaats van de kandidatenlijst van de PVV, wat betekende dat hij door de verkiezingsoverwinning door de PVV in de Tweede Kamer kwam. Bij deze verkiezingen kreeg hij 296 voorkeurstemmen. Voor zijn Kamerlidmaatschap was hij namens de PVV van 29 maart 2019 tot 30 maart 2023 actief als lid van de Provinciale Staten van Overijssel en hij was van februari 2019 tot december 2023 senior beleidsmedewerker van de PVV-fractie in de Tweede Kamer.
Max Aardema · Reinder Blaauw · Maikel Boon · Vincent van den Born · Martin Bosma · Willem Boutkan · René Claassen · Patrick Crijns · Marco Deen · Teun van Dijck · Emiel van Dijk · Eric Esser · Chris Faddegon · Dion Graus · Peter van Haasen · Hidde Heutink · Patrick van der Hoeff · Léon de Jong · Alexander Kops · Gidi Markuszower · Rachel van Meetelen · Jeremy Mooiman · Edgar Mulder · Jeanet Nijhof-Leeuw · Joeri Pool · Dennis Ram · Robert Rep · Raymond de Roon · Peter Smitskam · Folkert Thiadens · Nico Uppelschoten · Jan Valize · Martine van der Velde · Elmar Vlottes · Marina Vondeling · Henk de Vree · Geert Wilders
- Parlement.com: vm8f9bwq48pd